# Cunégonde de France
Cunégonde de Gand, née vers 893, morte après 923, était la fille d'Ermentrude, une fille de Louis II le Bègue, roi des Francs. Son père pourrait être Evrard de Sulichgau, un fils d'Unroch III de Frioul.

## Biographie
Cunégonde de Gand épousa en 909 Wigéric de Bidgau (890 - 919), comte palatin de Lotharingie, et eut :
- Frédéric Ier († 978), qui fut comte de Bar, puis duc de Haute-Lotharingie ;
- Adalbéron Ier († 962), élu évêque de Metz en 929 ;
- Gilbert († 964), comte en Ardennes ;
- Sigebert, cité en 942 ;
- Liutgarde, qui épousa Adalbert, comte de Metz, puis Eberhard IV, comte de Nordgau ;
- Gothelon, comte de Bidgau, († 942), marié à Uda de Metz et père de Godefroy le captif, comte de Verdun ;
- Sigefroy, comte de Luxembourg.

Elle se remaria vers 920 ou 922 avec Ricwin ou Ricuin de Verduin, comte de Verdun († 923, assassiné).